# 曹孟朴
曹孟朴（1907年—1991年），男，黑龙江宁安人，中华人民共和国军事人物，中国人民解放军少将，曾任中国人民解放军工程兵工程学院院长。